# Aleksejs Pašins
Aleksejs Pašins (in russo Алексей Геннадьевич Пашин?, Aleksej Gennad'evič Pašin; 12 luglio 1979) è un ex calciatore lettone, di ruolo difensore.

## Carriera

### Club
Cresciuto nelle giovanili del Valmiera, nel 1999 si trasferì allo Skonto, all'epoca club dominatore del campionato lettone. Dopo la vittoria del Campionato 1999, si trasferì al LU/Daugava Riga con esiti opposti: la squadra finì ultima, retrocedendo.
Pašins si trasferì però nella stagione seguente al Rīga, rimanendo in Virsliga. Dopo un anno in cui ottenne con la squadra la salvezza, si trasferì in Lituania trovando l'accordo con il Levadia Maardu. Il 2 marzo 2002 esordì in Meistriliiga, giocando titolare la gara contro il Lootus Kohtla-Järve valida per la prima giornata; il 17 giugno dello stesso anno arrivò anche la prima rete nel massimo campionato estone, quella contro il Levadia Pärnu che fissò il risultato sull'1-1. Ebbe anche la possibilità di esordire nelle coppe europee giocando entrambe le gare contro il Maccabi Tel Aviv valide per il preliminare di Coppa UEFA 2002-2003.

### Nazionale
Ha collezionato una sola presenza con la propria nazionale: il 4 febbraio 2000 giocò, infatti, da titolare la gara contro la Slovacchia valida per il Torneo Internazionale di Cipro.

## Statistiche

### Cronologia presenze e reti in Nazionale
| Cronologia completa delle presenze e delle reti in nazionale ― Lettonia | Cronologia completa delle presenze e delle reti in nazionale ― Lettonia | Cronologia completa delle presenze e delle reti in nazionale ― Lettonia | Cronologia completa delle presenze e delle reti in nazionale ― Lettonia | Cronologia completa delle presenze e delle reti in nazionale ― Lettonia | Cronologia completa delle presenze e delle reti in nazionale ― Lettonia | Cronologia completa delle presenze e delle reti in nazionale ― Lettonia | Cronologia completa delle presenze e delle reti in nazionale ― Lettonia |
| Data                                                                    | Città                                                                   | In casa                                                                 | Risultato                                                               | Ospiti                                                                  | Competizione                                                            | Reti                                                                    | Note                                                                    |
| ----------------------------------------------------------------------- | ----------------------------------------------------------------------- | ----------------------------------------------------------------------- | ----------------------------------------------------------------------- | ----------------------------------------------------------------------- | ----------------------------------------------------------------------- | ----------------------------------------------------------------------- | ----------------------------------------------------------------------- |
| 4-2-2000                                                                | Paphos                                                                  | Lettonia                                                                | 1 – 3                                                                   | Slovacchia                                                              | Torneo Internazionale di Cipro                                          | -                                                                       |                                                                         |
| Totale                                                                  |                                                                         | Presenze                                                                | 1                                                                       |                                                                         | Reti                                                                    | 0                                                                       |                                                                         |

## Palmarès

### Club
- Campionato lettone: 1

Skonto: 1999